# The World Is Not Enough (chanson)
Cet article concerne la chanson. Pour le film, voir Le monde ne suffit pas.
Singles de Garbage
Temptation Waits
(1998) Androgyny
(2001)
Chansons de James Bond
Tomorrow Never Dies
(1997) Die Another Day
(2002)
The World Is Not Enough, interprétée par Garbage, est la chanson du générique d'entrée du film Le monde ne suffit pas (The World Is Not Enough en anglais) de James Bond.
Écrite par Don Black et David Arnold, elle a été saluée par la plupart des critiques.

## Clip
Le clip de la chanson est dirigé par Philipp Stölzl, produit par la société Oil Factory Films et a été tourné à Londres les 23 et 24 septembre 1999. Lors du premier jour de tournage ont été tournées les scènes faisant apparaître le gynoïde de Shirley Manson (le laboratoire, les scènes de baiser et de conduite) alors que la deuxième journée a été consacré aux scènes pyrotechniques. C'est la Senate House de l'Université de Londres qui sert de décor extérieur au théâtre fictif du New Globe. Le clip sera terminé en post-production puis édité deux semaines plus tard.
Dans la vidéo qui se déroule en 1964, des terroristes construisent, sur une île sans nom du Pacifique, une réplique robotisée de Shirley Manson qui a la capacité de tuer avec un simple baiser. Le robot est équipé d'une bombe qui est amorcée par ses créateurs avant son départ en mission. Deux semaines plus tard, le gynoïde rejoint le Chicago's New Globe Theater et s'introduit dans la loge de Shirley Manson afin de la tuer en l'embrassant. Il prend ainsi sa place avant d'interpréter sur scène le coda de la chanson en étant allongé sur un grand globe d'acier. Alors que le robot et les musiciens reçoivent une ovation du public, le compte à rebours de l'explosif approche de son terme. Celui-ci atteint zéro et l'engin explose au moment où la copie de Shirley Manson lève les bras vers le ciel.
Philipp Stölzl, qui a été choisi par Garbage, a élaboré une première version du clip qui plaisait beaucoup au groupe. Cependant, la MGM et EON Productions, qui ont commandé la vidéo, ont estimé que cette dernière n'était pas « assez Bond ». « [C'est] comme un mini-Bond rempli d'actions, dans lequel un androïde libère le monde du mal en se sacrifiant comme le ferait un soldat kamikaze. » dira plus tard Shirley Manson.

## Liste des titres
- UK CD single Radioactive RAXTD-40

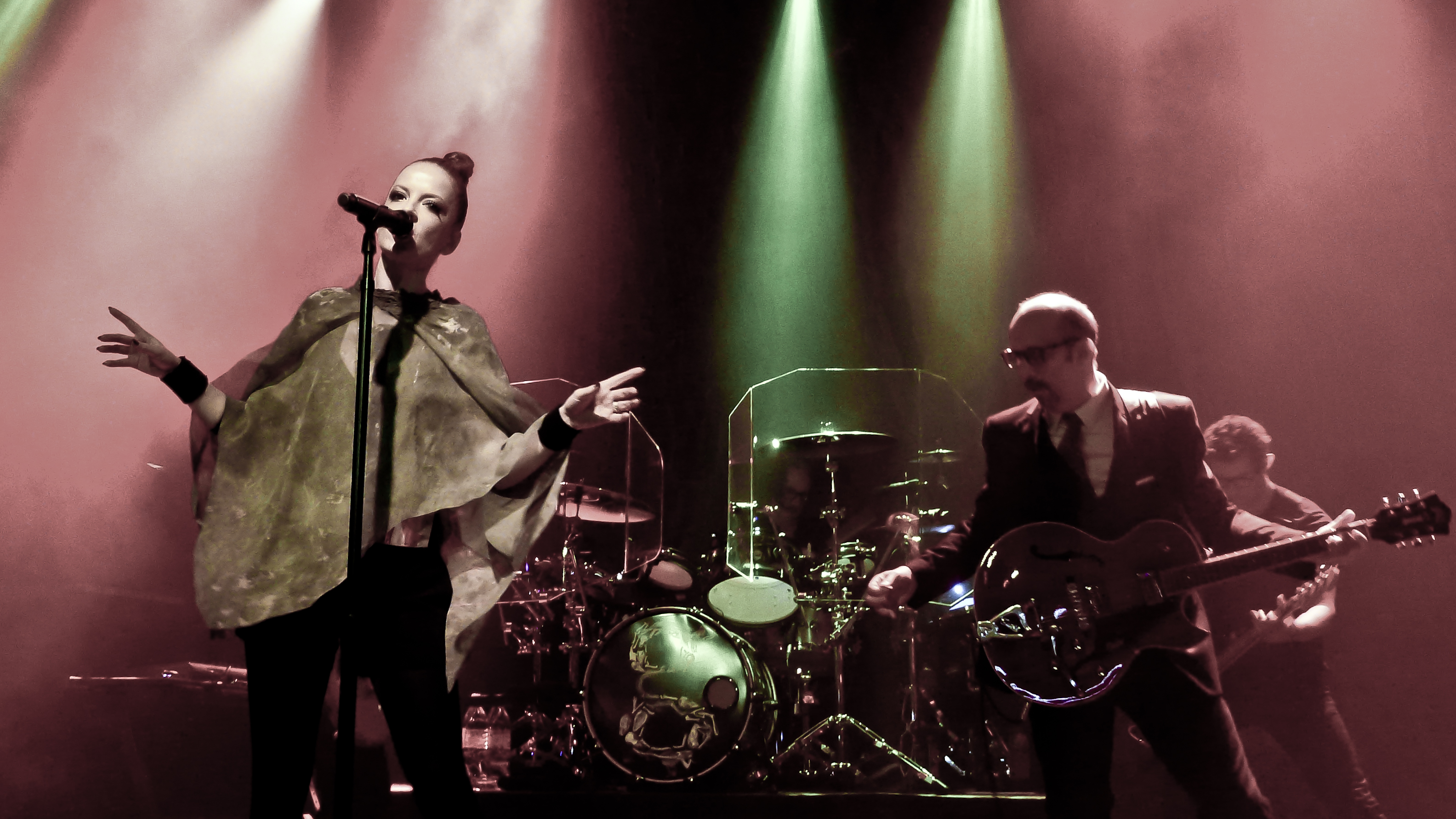
Garbage

- European CD maxi Radioactive 155 672-2

1. "The World Is Not Enough" - 3:57
2. "The World Is Not Enough - U.N.K.L.E. Remix" - 5:13
3. "Ice Bandits" - 3:42

- UK cassette single Radioactive RAXC-40
- European CD single Radioactive 155 675-2

1. "The World Is Not Enough" - 3:57
2. "Ice Bandits" - 3:42

## Sortie
| Date             | Lieu        | Label               | Format                     |
| ---------------- | ----------- | ------------------- | -------------------------- |
| 4 octobre 1999   | États-Unis  | Radioactive Records | Radio                      |
| 15 novembre 1999 | Royaume-Uni | Radioactive Records | CD single, cassette single |
| 15 novembre 1999 | Europe      | Radioactive Records | CD maxi, CD single         |
| 7 décembre 1999  | Europe      | Radioactive Records | CD maxi, CD single         |

## Classements
| Classement (1999/2000)                  | Meilleure place |
| --------------------------------------- | --------------- |
| Allemagne (Media Control AG)            | 38              |
| Autriche (Ö3 Austria Top 40)            | 40              |
| Belgique (Wallonie Ultratop 50 Singles) | 12              |
| Écosse (OCC)                            | 12              |
| Espagne (PROMUSICAE)                    | 12              |
| Finlande (Suomen virallinen lista)      | 7               |
| France (SNEP)                           | 55              |
| Irlande (IRMA)                          | 30              |
| Islande (IFPI)                          | 1               |
| Italie (FIMI)                           | 11              |
| Norvège (VG-lista)                      | 7               |
| Pays-Bas (Single Top 100)               | 48              |
| Royaume-Uni (UK Singles Chart)          | 11              |
| Suède (Sverigetopplistan)               | 54              |
| Suisse (Schweizer Hitparade)            | 16              |

| Classement (2000)         | Meilleure position |
| ------------------------- | ------------------ |
| Allemagne (Media Control) | 38                 |
| Italie (FIMI)             | 48                 |